# Casa Josep Antoni Buxeres
La casa Josep Antoni Buxeres és un edifici situat als carrers del Palau, 5-13 i de la Comtessa de Sobradiel, 7 de Barcelona, catalogat com a bé cultural d'interès local.

## Història
El 1857, el comerciant Manuel de Compte i Ferran va adquirir el Palau Reial Menor a Joaquín Inocencio Cavero i Maria Teresa Álvarez de Toledo, comtes de Sobradiel, representats pel seu fill Joaquín Inocencio Cavero y Álvarez de Toledo, baró de Letona, per 6.477.746 rals. Manuel de Compte vengué un dels solars a l'advocat Josep Antoni Buxeres i Abat, antic administrador de finques dels comtes, que n'encarregà el projecte a l'arquitecte Elies Rogent.
Una placa commemorativa a la façana del carrer de la Comtessa de Sobradiel recorda que el pedagog i paleògraf Esteve Paluzie i Cantalozella hi va morir el 9 de juliol del 1873.

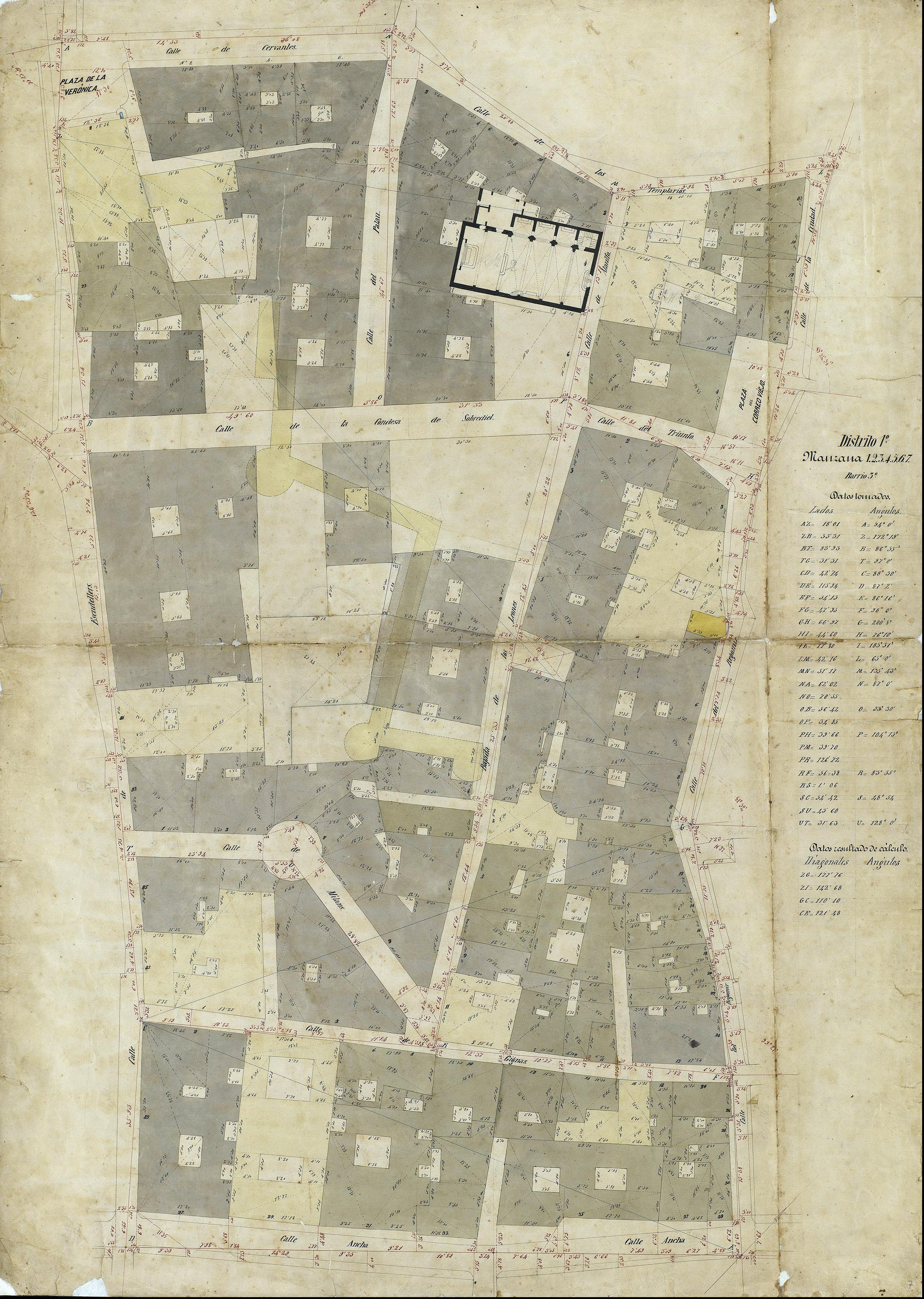
Quarteró núm. 7 de Garriga i Roca (c. 1860)

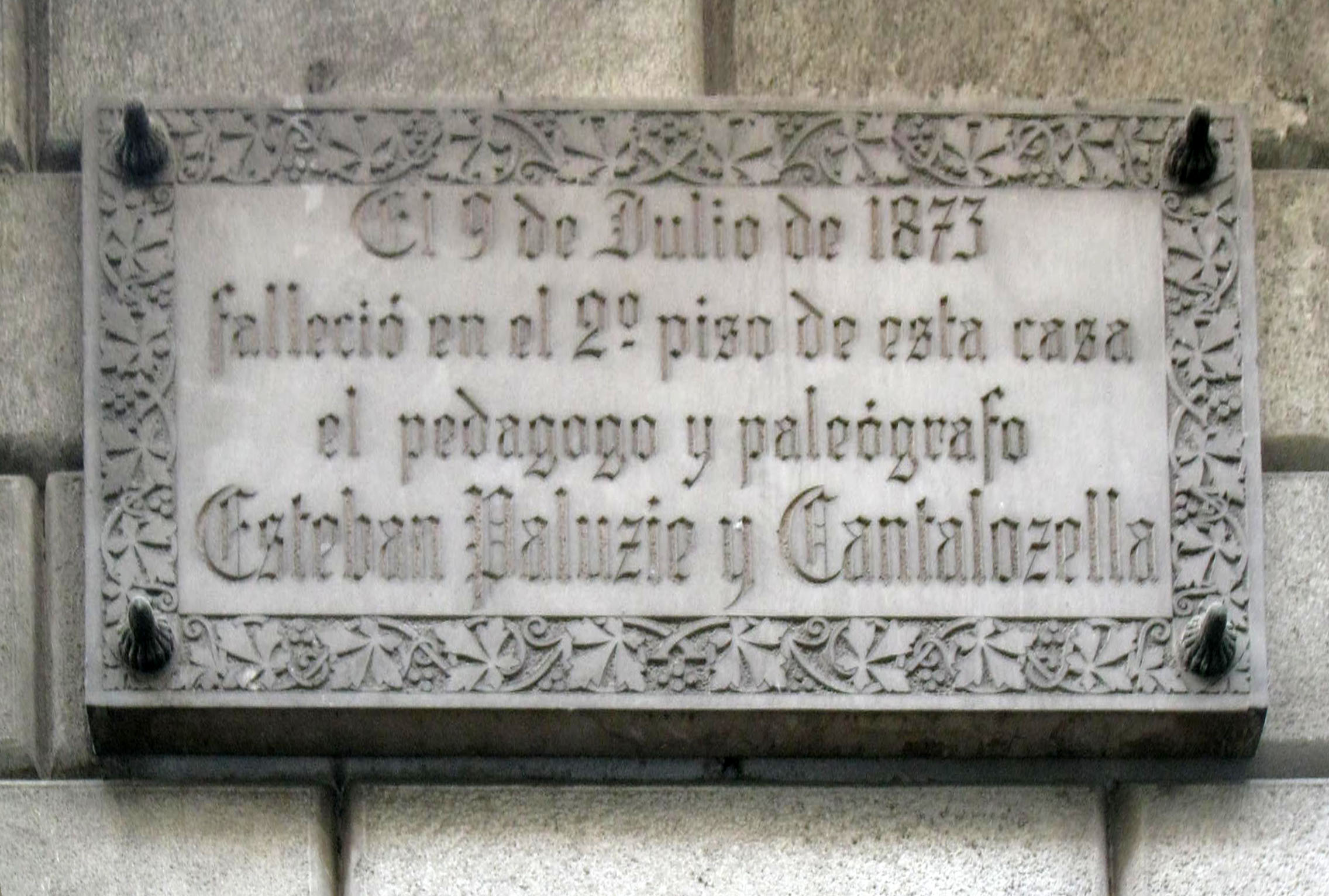
Placa commemorativa d'Esteve Paluzie i Cantalozella

## Descripció
Juntament amb la veïna casa Manuel de Compte, és un dels primers exemples a Catalunya del Rundbogenstil alemany, un corrent historicista importat per l'arquitecte Elies Rogent després d'un extens viatge per terres germàniques el 1855. Amb tipologia de palau urbà, consta de planta baixa, entresol i tres pisos.
Els baixos ostenten un parament d'estuc imitant carreus, els quals s'interrompen en arribar al sòcol, que és completament llis. La porta principal consisteix en un arc de mig punt. Està acompanyada de quatre obertures, dues a cada cantó, amb finalitat comercial. El mateix parament continua al llarg de l'entresol, on es disposen quatre petites finestres amb un marc inferior de pedra tallada formant dues estrelles successives de vuit puntes cadascuna. Just al punt d'arrencada de l'arc de la porta i de manera horitzontal al llarg de tot al mur, s'hi aprecia una franja en relleu que serveix com a delimitació de l'espai entre els baixos i l'entresol.
El parament carreuat s'interromp a la resta de la façana, essent només visible als laterals i de manera molt discreta. Respecte al pis principal, té cinc obertures. Les tres centrals conformen balcons amb una única barana correguda de ferro forjat que se sustenta sobre unes petites mènsules. Les dues obertures laterals també comparteixen la mateixa barana, novament amb el detall de les mènsules. Es tracta de l'únic pis on apareix aquest element decoratiu. En el primer pis, les cinc obertures conformen cinc balcons completament independents entre si, mentre que la situació és la mateixa en el segon pis, amb l'espai de la balconada lleugerament inferior. Cada finestra del principal està emmarcada i la llinda presenta un petit guarniment en forma de discrets relleus geomètrics situats al centre i als cantons. Aquest tractament decoratiu disminueix i se simplifica als pisos superiors. El pis superior són unes golfes amb finestrons trífors, sobre els quals hi ha un coronament completament llis i recte.